# Philippe-Isidore Picot de Lapeyrouse

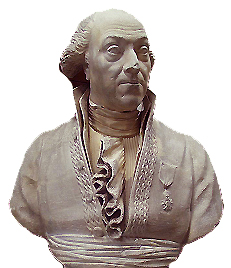
Büste von Lapeyrouse

Baron (de Bazus) Philippe-Isidore Picot de Lapeyrouse, auch einfach Philippe Picot de Lapreyrouse, auch de la Peyrouse und de Lapeirouse sowie de la Peirouse, (* 20. Oktober 1744 in  Toulouse; † 18. Oktober 1818 auf dem Schloss Lapeyrouse) war ein französischer Naturforscher (Geologie, Mineralogie, Ornithologie, Botanik, Zoologie, Paläontologie). Sein offizielles botanisches Autorenkürzel lautet „Lapeyr.“ Er ist der Begründer des Museum Toulouse.

## Leben und Wirken
Er stammte aus einer Familie des Briefadels, die Vorfahren waren Kaufleute. Sein Vater Jacques Picot de Buissaison de Lapreyrouse war Advokat am Parlament von Toulouse. Mehrere seiner Brüder waren beim Militär, teilweise in hoher Position.
Philippe de Lapeyrouse schlug dagegen eine Verwaltungslaufbahn ein und wurde Advokat in der Verwaltung von Wasser und Wald des Parlaments von Toulouse als Mineninspektor. Nach dem Tod einer seiner Onkel erhielt er 1775 den Titel und das Erbe von Schloss Lapeyrouse. Da er außerdem 1772 reich heiratete, konnte er seinen Verwaltungsposten aufgeben und sich ganz der Naturwissenschaft widmen, kehrte aber 1790 als Präsident des Distrikts Toulouse wieder in die Verwaltung zurück. 1793 wurde er verhaftet und erst nach dem Fall von Robespierre wieder freigelassen. 1794 wurde er Bergwerksinspektor der Republik Frankreich. Er wurde Professor für Naturgeschichte in Toulouse (ab 1796 an der École Centrale, ab 1811 an der Faculté des Sciences, deren Dekan er gleichzeitig war) und zeitweise auch an der École des Mines. 1800 bis 1806 war er Bürgermeister von Toulouse.
Picot de Lapeyrouse veröffentlichte Bücher über die Pflanzenwelt der Pyrenäen und befasste sich mit Mineralen und Vögeln der Gegend.
1797 versuchte er mit seinem Freund, dem Geologen und Botaniker Louis Ramond de Carbonnières (1755–1827), und einer Gruppe von Wissenschaftlern den 3355 m hohen Mont Perdu zu besteigen, um eine Kontroverse über das Alter der Kalksteine in den Pyrenäen mit Déodat Gratet de Dolomieu zu klären. Er erreichte zwar nicht dessen Gipfel, veröffentlichte jedoch einen Bericht über diese Expedition. Er widmete sich auch der Landwirtschaft auf seinen Gütern und führte dort Merinoschafe ein.
1782 wurde er auswärtiges Mitglied der  Königlichen Schwedischen Akademie der Wissenschaften und ab 1780 korrespondierendes Mitglied der Académie des sciences sowie Mitglied der Akademie von Toulouse.
1808 wurde er von Napoleon zum Baron erhoben und wurde Mitglied der Ehrenlegion. Auf ihn geht die Gründung des Museums für Naturgeschichte in Toulouse zurück. Er war aktiver Freimaurer, der (von Jean-Jacques Rousseau beeinflusst) auch eine Loge gründete.
Sein Sohn Isidore Picot de Lapeyrouse (1776–1835) war sein Nachfolger als Professor für Naturgeschichte in Toulouse, das er in seiner Zeit als Bürgermeister ebenso leitete wie den Botanischen Garten von Toulouse.

## Ehrungen
Die Gattung der Schwertliliengewächse Lapeyrousia Pourr. ist ihm zu Ehren benannt.

## Schriften
- Mémoires d'histoire naturelle : Description de quelques crystallisations. Histoire naturelle du Lagopède. Description de quelques plantes des Pyrénées, 1774–1778
- Description de plusieurs nouvelles espèces d'orthocératites et d’ostracites, 1781
- Traité des mines et forges à fer du comté de Foix 1786
- Mémoire sur la mortalité des ormes dans les environs de Toulouse, 1787
- De l'administration diocésaine en Languedoc, pour servir d'instruction aux députés de cette province aux États-Généraux 1789
- Histoire des plantes des Pyrénées 1791
- Figures de la flore des Pyrénées, avec des descriptions, 1795 bis 1801 (unvollendet)
- Voyage au Mont-Perdu et dans la partie adjacente des Hautes-Pyrénées 1797
- Tables méthodiques des mammifères et des oiseaux observés dans le département de la Haute-Garonne, 1799
- Flore des Pyrénées, Toulouse 1801
- Histoire abrégée des plantes des Pyrénées et Itinéraire des botanistes dans ces montagnes, 1813
- Dictionnaire des oiseaux
- Considérations sur les lycées, surtout par rapport aux départements, Imprimé par le Conseil général de la Haute-Garonne et envoyé aux députés 1815
- Supplément à l'Histoire abrégée des plantes des Pyrénées, 1818
- Extraits de sa correspondance avec D. Villars, 1861